# Noh Jung-yoon
Noh Jung-yoon (en coreano: 노정윤; nacido el 28 de marzo de 1971 en Incheon) es un exfutbolista surcoreano. Jugaba de centrocampista y su último club fue el Ulsan Hyundai de Corea del Sur.
Noh desarrolló su carrera entre clubes de Japón, Países Bajos y su nación local, de los que se pueden destacar Sanfrecce Hiroshima, NAC Breda, Cerezo Osaka y Avispa Fukuoka. Además, fue internacional absoluto por la Selección de fútbol de Corea del Sur y disputó las Copas Mundiales de la FIFA de 1994 y 1998.

## Trayectoria

### Clubes
| Club                | País          | Año         |
| ------------------- | ------------- | ----------- |
| Sanfrecce Hiroshima | Japón         | 1993 - 1997 |
| NAC Breda           | Países Bajos  | 1997        |
| Cerezo Osaka        | Japón         | 1999 - 2001 |
| Avispa Fukuoka      | Japón         | 2001 - 2002 |
| Busan IPark         | Corea del Sur | 2003 - 2004 |
| Ulsan Hyundai       | Corea del Sur | 2005 - 2006 |

### Selección nacional
| Selección | Año         |
| --------- | ----------- |
| Sub-17    | 1987        |
| Sub-23    | 1991 - 1992 |
| Absoluta  | 1990 - 2000 |

## Estadísticas

### Clubes
| Rendimiento de club | Rendimiento de club | Rendimiento de club | Liga  | Liga  | Copa               | Copa               | Copa de la Liga | Copa de la Liga | Continental | Continental | Total | Total |
| Año                 | Club                | Liga                | Part. | Goles | Part.              | Goles              | Part.           | Goles           | Part.       | Goles       | Part. | Goles |
| Japón               | Japón               | Japón               | Liga  | Liga  | Copa del Emperador | Copa del Emperador | Copa J. League  | Copa J. League  | Asia        | Asia        | Total | Total |
| ------------------- | ------------------- | ------------------- | ----- | ----- | ------------------ | ------------------ | --------------- | --------------- | ----------- | ----------- | ----- | ----- |
| 1993                | Sanfrecce Hiroshima | J1 League           | 28    | 6     | 4                  | 2                  | 2               | 1               | -           | -           | 34    | 9     |
| 1994                | Sanfrecce Hiroshima | J1 League           | 36    | 10    | 3                  | 0                  | 1               | 0               | -           | -           | 40    | 10    |
| 1995                | Sanfrecce Hiroshima | J1 League           | 38    | 13    | 5                  | 1                  | -               | -               | -           | -           | 43    | 14    |
| 1996                | Sanfrecce Hiroshima | J1 League           | 24    | 5     | 5                  | 2                  | 4               | 0               | -           | -           | 33    | 7     |
| 1997                | Sanfrecce Hiroshima | J1 League           | 12    | 2     | 2                  | 1                  | 3               | 0               | -           | -           | 17    | 3     |
| Países Bajos        | Países Bajos        | Países Bajos        | Liga  | Liga  | Copa KNVB          | Copa KNVB          | Copa de la Liga | Copa de la Liga | Europa      | Europa      | Total | Total |
| 1997-98             | NAC Breda           | Eredivisie          | 9     | 0     |                    |                    |                 |                 |             |             |       |       |
| 1998-99             | NAC Breda           | Eredivisie          | 16    | 1     |                    |                    |                 |                 |             |             |       |       |
| Japón               | Japón               | Japón               | Liga  | Liga  | Copa del Emperador | Copa del Emperador | Copa J. League  | Copa J. League  | Asia        | Asia        | Total | Total |
| 1999                | Cerezo Osaka        | J1 League           | 27    | 0     | 2                  | 0                  | 2               | 0               | -           | -           | 31    | 0     |
| 2000                | Cerezo Osaka        | J1 League           | 25    | 4     | 1                  | 0                  | 4               | 0               | -           | -           | 30    | 4     |
| 2001                | Cerezo Osaka        | J1 League           | 12    | 1     | 0                  | 0                  | 1               | 0               | -           | -           | 13    | 1     |
| 2001                | Avispa Fukuoka      | J1 League           | 13    | 2     | 0                  | 0                  | 0               | 0               | -           | -           | 13    | 2     |
| 2002                | Avispa Fukuoka      | J2 League           | 33    | 5     | 0                  | 0                  | 0               | 0               | -           | -           | 33    | 5     |
| Corea del Sur       | Corea del Sur       | Corea del Sur       | Liga  | Liga  | KFA Cup            | KFA Cup            | Copa de la Liga | Copa de la Liga | Asia        | Asia        | Total | Total |
| 2003                | Busan I'cons        | K-League            | 27    | 2     | 0                  | 0                  | -               | -               | -           | -           | 27    | 2     |
| 2004                | Busan I'cons        | K-League            | 20    | 1     | 1                  | 2                  | 10              | 3               | -           | -           | 31    | 6     |
| 2005                | Ulsan Hyundai       | K-League            | 23    | 0     | 1                  | 0                  | 12              | 0               | -           | -           | 36    | 0     |
| 2006                | Ulsan Hyundai       | K-League            | 8     | 0     | 0                  | 0                  | 0               | 0               | ?           | ?           |       |       |
| País                | Japón               | Japón               | 248   | 48    | 22                 | 6                  | 17              | 1               | -           | -           | 287   | 55    |
| País                | Países Bajos        | Países Bajos        | 25    | 1     |                    |                    |                 |                 |             |             |       |       |
| País                | Corea del Sur       | Corea del Sur       | 78    | 3     | 2                  | 2                  | 22              | 3               |             |             |       |       |
| Total               | Total               | Total               | 351   | 52    |                    |                    |                 |                 |             |             |       |       |

### Selección nacional
Fuente:
| Selección de Corea del Sur | Selección de Corea del Sur | Selección de Corea del Sur |
| Año                        | Part.                      | Goles                      |
| -------------------------- | -------------------------- | -------------------------- |
| 1990                       | 8                          | 1                          |
| 1991                       | 0                          | 0                          |
| 1992                       | 1                          | 0                          |
| 1993                       | 8                          | 1                          |
| 1994                       | 5                          | 0                          |
| 1995                       | 0                          | 0                          |
| 1996                       | 0                          | 0                          |
| 1997                       | 0                          | 0                          |
| 1998                       | 5                          | 0                          |
| 1999                       | 5                          | 1                          |
| 2000                       | 13                         | 2                          |
| Total                      | 45                         | 5                          |

#### Goles internacionales
| # | Fecha                    | Lugar                                                                | Oponente  | Gol | Resultado | Competición                                |
| - | ------------------------ | -------------------------------------------------------------------- | --------- | --- | --------- | ------------------------------------------ |
| 1 | 25 de septiembre de 1990 | Estadio Beijing Fengtai, Pekín, China                                | Pakistán  | 6-0 | 7-0       | Juegos Asiáticos de 1990                   |
| 2 | 5 de junio de 1993       | Estadio Olímpico de Seúl, Seúl, Corea del Sur                        | Hong Kong | 4-1 | 4-1       | Clasificación para la Copa Mundial de 1994 |
| 3 | 5 de junio de 1999       | Estadio Olímpico de Seúl, Seúl, Corea del Sur                        | Croacia   | 1-0 | 1-1       | Copa de Corea 1999                         |
| 4 | 7 de octubre de 2000     | Estadio Maktoum bin Rashid Al Maktoum, Dubái, Emiratos Árabes Unidos | Australia | 2-2 | 4-2       | Copa LG 2000                               |
| 5 | 13 de octubre de 2000    | Estadio Municipal de Trípoli, Trípoli, Líbano                        | China     | 2-1 | 2-2       | Copa Asiática 2000                         |

#### Participaciones en fases finales
| Torneo                                | Sede           | Resultado        | Partidos | Goles |
| Copa Mundial de Fútbol Sub-16 de 1987 | Canadá         | Cuartos de final | 4        | 1     |
| Juegos Asiáticos de 1990              | Pekín          | Tercer puesto    | —        | —     |
| Juegos Olímpicos de 1992              | Barcelona      | Primera fase     | 3        | 0     |
| Copa Mundial de Fútbol de 1994        | Estados Unidos | Primera fase     | 2        | 0     |
| Juegos Asiáticos de 1994              | Hiroshima      | Cuarto puesto    | 0        | 0     |
| Copa Mundial de Fútbol de 1998        | Francia        | Primera fase     | 1        | 0     |
| Copa de Oro de la Concacaf 2000       | Estados Unidos | Primera fase     | 2        | 0     |
| Copa Asiática 2000                    | Líbano         | Tercer puesto    | 6        | 1     |